# أياكس 5–1 ليفربول (1966)
أياكس 5–1 ليفربول هي مباراة كرة قدم بين أياكس أمستردام وليفربول لُعبت في 7 ديسمبر 1966 على ملعب أمستردام الأولمبي في أمستردام، هولندا. كانت مباراة الذهاب من الدور الثاني في كأس أوروبا 1966–67. سُميّت المباراة عند الهولنديين بـ«مباراة الضباب» (De Mistwedstrijd؛ تنطق بالهولندية: [də ˈmɪstˌʋɛt.strɛi̯t]) لأنها لُعبت في ضباب كثيف.
كان أياكس يُنافس في كأس أوروبا للمرة الثالثة، وقد تأهل بعد فوزه ببطولة الدوري الهولندي الممتاز 1965–66. أوقعتهم القرعة ضد بشكتاش التركي في الدور الأول، الذي تغلبوا عليهم 4–1 في مجموع المباراتين. كان هذا هو الظهور الثاني لليفربول في كأس أوروبا: فقد وصلوا إلى الدور نصف النهائي خلال موسم 1964–65، وخسروا أمام البطل في النهاية إنتر ميلان. خصمهم في الدور الأول هو بترولول بلويشتي من رومانيا، الذي تغلبوا عليهم 2–0 في مباراة فاصلة بعد أن انتهت مجموع المباراتين بنتيجة 3–3.
شاهد المباراة حشد بلغ 55.722 مشجعًا، وتقدم أياكس في الدقيقة الثالثة عندما سجل سيس دي وولف هدفًا. وواصلوا تقدمهم في الدقيقة 17 بفضل هدف يوهان كرويف. هدفان آخران سجلهما المهاجم كلاس نونينغا يعني أن أياكس كان يتقدم 4–0 في الشوط الأول. وواصل أياكس تقدمه في الشوط الثاني بهدف عن طريق هينك غروت. نجح ليفربول في تحقيق هدف شرفي متأخر عندما سجل المدافع كريس لولر [الإنجليزية] في الدقيقة 89، وانتهت المباراة بنتيجة 5–1 لأياكس. لم يتمكن المشجعون حقًا من رؤية الكثير من المباراة بسبب كثافة الضباب، وفي بعض الأحيان لم يتمكنوا من معرفة الأهداف إلا من خلال احتفال الفريق عند تسجيلهم للهدف.
التعادل 2–2 في مباراة الإياب يعني أن أياكس تأهل إلى ربع النهائي بفضل فوزهم 7–3 في مجموع المباراتين. وخسروا أمام دوكلا براغ التشيكي 3–2 في مجموع المباراتين. كانت المباراة إيذانا بظهور أياكس في كرة القدم الأوروبية، وبعد موسمين وصلوا إلى النهائي، لكنهم خسروا 4–1 أمام ميلان. استمروا ليفوزوا بكأس أوروبا ثلاث مرات متتالية في أوائل السبعينيات. تحمل هذه المباراة الرقم القياسي لأكبر هزيمة تعرض لها ليفربول في المسابقة الأوروبية.

## الخلفية
تأهل كلا الفريقين إلى كأس أوروبا بفوزهما ببطولة الدوري الوطني لكل منهما. فاز أياكس ببطولة الدوري الهولندي الممتاز 1965–66، حيث أنهى سبع نقاط متقدماً على فاينورد صاحب المركز الثاني. تأهل ليفربول بفوزه دوري كرة القدم الإنجليزي 1965–66 بفارق ست نقاط عن صاحب المركز الثاني ليدز يونايتد.
واجه أياكس بشكتاش التركي في الدور الأول من كأس أوروبا. فازوا بمباراة الذهاب 2–0 على الملعب الأولمبي، بفضل هدفي بيت كايزر وبيني مولر. انتهت مباراة الإياب في تركيا بنتيجة 2–1 لأياكس، بهدفين من كيزر وسياك سفارت. فاز أياكس 4–1 بمجموع المباراتين ليتقدم إلى الدور الثاني. أوقعت القرعة ليفربول مع بترولول بلويشتي الروماني في الدور الأول، وفازت بمباراة الذهاب على أرضها على أنفيلد، بفضل أهداف إيان سانت جون وإيان كالاهان. فاز بترولول بلويشتي بمباراة الإياب 3–1 في رومانيا لتكون النتيجة تعادل 3–3 بعد المباراتين. سيتم تحديد المتأهل من خلال مباراة فاصلة، والتي فاز بها ليفربول 2–0 ليتأهل إلى الدور الثاني.
حقق أياكس نجاحًا ضئيلًا في المسابقة الأوروبية قبل لقائهم مع ليفربول. لقد تأهلوا لكأس الكؤوس الأوروبية مرتين خلال موسمي 1960–61 و1961–62، لكنهم لم يتأهلوا بعد الدور الأول في أي وقت. كان ليفربول قد شارك فقط في المسابقة الأوروبية خلال الموسمين الماضيين، لكنهم حققوا نجاحًا أكبر من أياكس. موسمهم الأول من المنافسة في 1964–65 وصلوا إلى الدور نصف النهائي من كأس أوروبا، وخسروا أمام البطل في النهاية إنتر ميلان. في الموسم التالي، وصلوا إلى نهائي كأس الكؤوس الأوروبية، لكنهم خسروا 2–1 ضد بوروسيا دورتموند الألماني.
كان ليفربول من بين المرشحين للفوز بالبطولة بينما كان أياكس غير معروف تقريبًا خارج هولندا. قام مدرب ليفربول بيل شانكلي برحلة استكشافية لمشاهدة أياكس قبل المباراة وشاهدهم يخسرون أمام خصم ضعيف وعاد واثقًا من أن ليفربول سيتأهل. كان عدد قليل من لاعبي ليفربول، بمن فيهم المهاجم روجر هنت، جزءًا من المنتخب الإنجليزي الفائز بكأس العالم 1966. كان أياكس يخرج من فترة سيئة، بعد أن احتل المركز الثالث عشر في الدوري الهولندي 1964–65، بينما لم يترك المنتخب الهولندي أي انطباع على الساحة الدولية. قرر مجلس إدارة أياكس تعيين رينوس ميتشيلز. قام بتغيير تشكيل الفريق إلى 4–2–4، مع التركيز على التمرير والاستحواذ على الكرة. أظهر الفريق تحسنًا، حيث فاز بالدوري الهولندي في موسمه الأول.

## المباراة
لعب أياكس عادة مبارياته على أرضه في ملعب دي مير. ومع ذلك، نظرًا لارتفاع الطلب على تذاكر مشاهدة المباراة، تم تحويلها إلى الملعب الأولمبي عالي السعة. عانت أمستردام من ضباب كثيف في الساعات الأربع والعشرين التي سبقت بدء المباراة، ومع عدم انحسار الضباب قبل انطلاق المباراة، نوقش ما إذا كان ينبغي لعب المباراة أو لا. كان أحد الخيارات هو تأجيل المباراة، وهو ما كان يفضله مدرب ليفربول بيل شانكلي. كان أقل حرصًا على إعادة المباراة في اليوم التالي حيث كان من المقرر أن يواجه ليفربول مانشستر يونايتد في الأيام القليلة المقبلة. وقرر الحكم أنطونيو سبارديلا المضي قدما في المباراة على الرغم من انخفاض الرؤية إلى 50 يارد (46 م).

### الشوط الأول

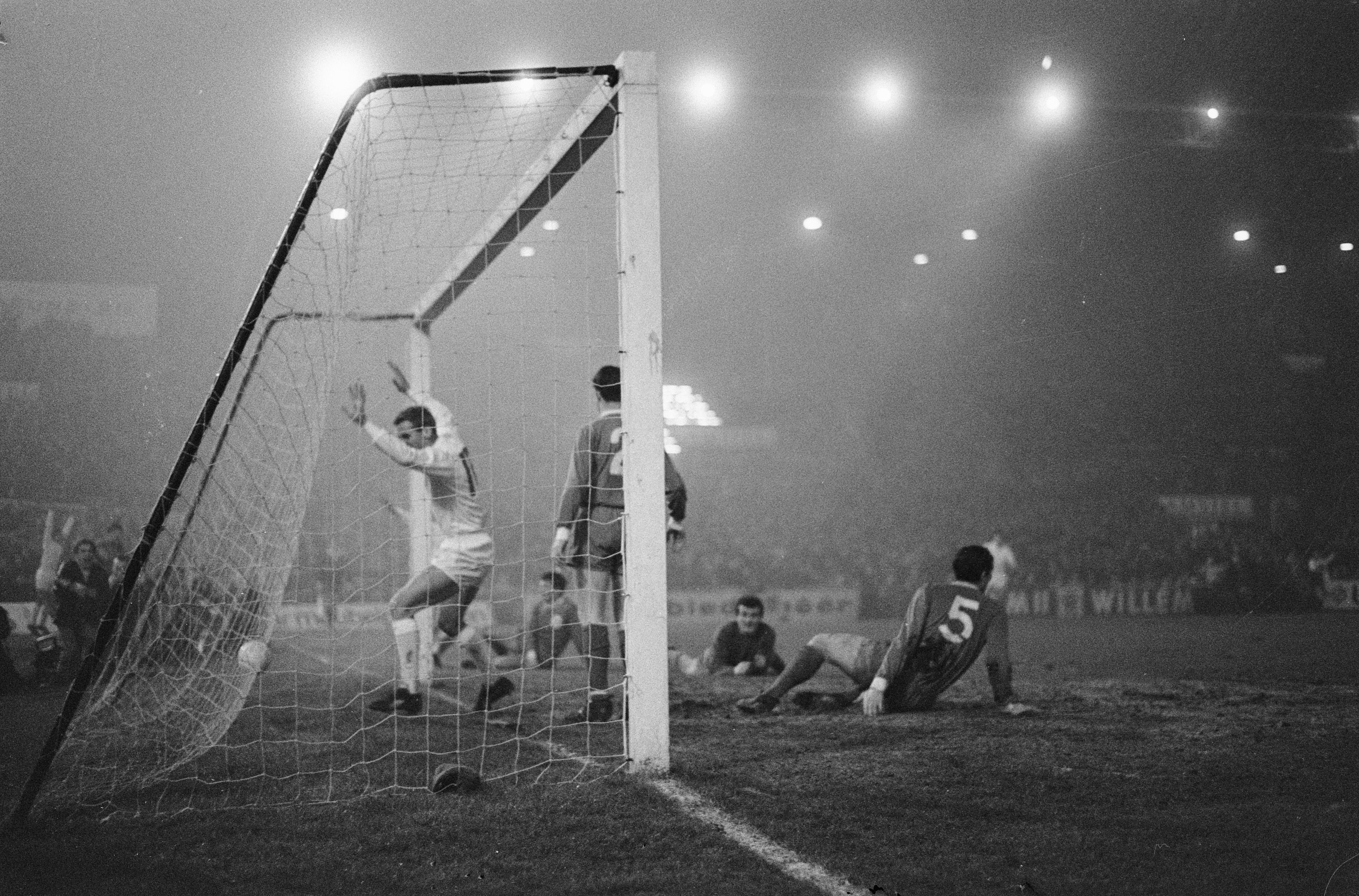
كلاس نونينغا يسجل الهدف الرابع لأياكس.

افتتح أياكس التسجيل في الدقيقة الثالثة عندما سجل سيس دي وولف، الذي كان يخوض أول مباراة له مع أياكس. سدد كرويف رمية تماس في الهواء، وجاء حارس ليفربول تومي لورانس ليمسك الكرة. بعد أن أدرك أنه لا يستطيع الوصول إليها، عاد نحو مرماه، لكن دي وولف تفوق على المدافع كريس لولر [الإنجليزية] ليسدد الكرة في مرمى ليفربول برأسه. كانت الظروف سيئة للغاية لدرجة أن الجمهور احتفل على مراحل. واحتفل الأقرب إلى الهدف على الفور، في حين رد أولئك الموجودون في الطرف الآخر من الملعب على هذه الاحتفالات. أتيحت الفرصة لمهاجم ليفربول هنت التسجيل في الدقيقة 12، لكن تسديدته تصدى لها حارس أياكس جيرت بالس [الإنجليزية]. وعقب الهدف واصل أياكس هجومه، تخطى لاعب الوسط سياك سفارت ثلاثة من لاعبي ليفربول قبل أن يمرر الكرة إلى كلاس نونينغا، الذي تصدى لتسديدته حارس ليفربول لورانس. ومع ذلك، أسقط لورانس الكرة بالقرب من يوهان كرويف، الذي سجل ليمنح أياكس التقدم 2–0.
كانت الظروف سيئة للغاية لدرجة أنه عندما جاء مدرب ليفربول بوب بيزلي إلى أرض الملعب لرعاية لاعب مصاب، دخل شانكلي أيضًا. تمكن من إعطاء التعليمات للاعبيه قبل أن يكتشفه المسؤولون ويأمرهم بالخروج من الملعب. وخرج ويم سوربيير لاعب أياكس بسبب إصابة في الكاحل في منتصف الشوط الأول. وعاد إلى أرض الملعب لكنه عانى من العرج. وواصل أياكس تقدمه في الدقيقة 39. عرقل مدافع ليفربول توماس سميث كرويف خارج منطقة جزاء ليفربول. لم يبتعد دفاع ليفربول عن الركلة الحرة اللاحقة التي نفذها فريتس سوتيكو [الإنجليزية] وارتدت الكرة إلى نونينغا الذي سجل ليمنح أياكس التقدم 3–0. الظروف لم تؤثر فقط على لاعبي ليفربول. وقرب نهاية الشوط الأول، أطلق الحكم صافرته. وظن اللاعب سفارت أنها أشار إلى أن الشوط الأول انتهى فذهب ليخرج من الملعب، أوقفه أحد المضيفين وأشار إلى أن المباراة لا تزال مستمرة. عاد مرة أخرى إلى الملعب، واستلم الكرة ولعب عرضية لنونينغا، الذي سجل ليجعلها 4–0.

### الشوط الثاني

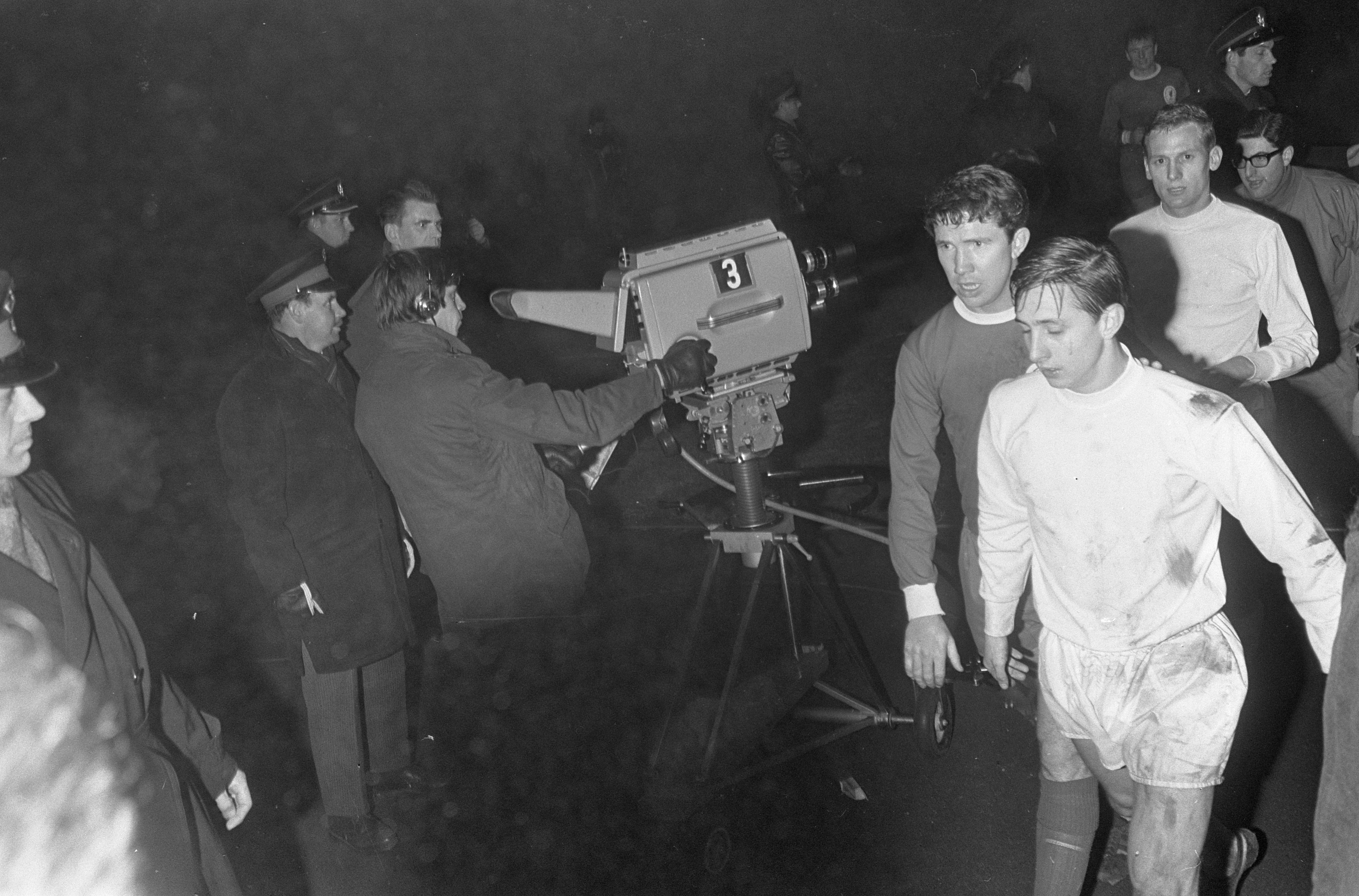
يوهان كرويف وكريس لولر وكلاس نونينغا يغادرون الملعب بعد انتهاء المباراة.

خرج ليفربول في الشوط الثاني مصمماً على التكفير عن أدائه في الشوط الأول. أجبروا أياكس على دخول نصف الملعب الخاص بهم لمعظم الشوط الثاني لكنهم لم يتمكنوا من الاستفادة من أفضليتهم. حصل سميث على فرصة ليسجل من على بعد 25 يارد (23 م) من مرمى أياكس لكن تسديدته تصدى لها بالس. كما أتيحت الفرصة للمدافع رون يتس للتسجيل في الدقيقة 61، لكن رأسيته أوقفها بالس.
حظي ليفربول بفرصة أخرى للتسجيل في الدقيقة 73، لكن تسديدة جيف سترونج بعد ركلة ركنية مرت فوق العارضة. ووسع أياكس تقدمه في نهاية الشوط عندما هاجموا مرتدة وسجلوا هدفًا من غروت. تمكن ليفربول من التسجيل في الدقيقة الأخيرة من خلال لولر، لكنهم لم يتمكنوا من تسجيل أي أهداف أخرى وخسروا المباراة بنتيجة 5–1.

### التفاصيل
| أياكس                                                | ضد      | ليفربول  |
| ---------------------------------------------------- | ------- | -------- |
| دي وولف 3' · كرويف 17' · نونينغا 38'، 42' · غروت 75' | التقرير | لولر 89' |

| أياكس | ليفربول |

|               |    |                               |     |
|               |    |                               |     |
| GK            | 1  | جيرت بالس [الإنجليزية]        |     |
| RB            | 2  | ويم سوربيير                   |     |
| CB            | 3  | أنطون برونك                   |     |
| CB            | 4  | فريتس سوتيكو [الإنجليزية] (ق) |     |
| LB            | 5  | ثيو فان دويفينبودي            |     |
| CM            | 6  | هينك غروت                     |     |
| CM            | 7  | بيني مولر                     | 70' |
| RF            | 8  | سياك سفارت                    |     |
| CF            | 9  | يوهان كرويف                   |     |
| CF            | 10 | كلاس نونينغا                  |     |
| LF            | 11 | سيس دي وولف                   |     |
| المدرب:       |    |                               |     |
| رينوس ميتشيلز |    |                               |     |

|            |    |                        |     |
|            |    |                        |     |
| GK         | 1  | تومي لورانس            |     |
| RB         | 2  | كريس لولر [الإنجليزية] |     |
| LB         | 3  | بوبي غراهام            |     |
| RH         | 4  | توماس سميث             | 62' |
| CH         | 5  | رون يتس (ق)            |     |
| LH         | 6  | فيلي ستيفنسون          |     |
| RW         | 7  | إيان كالاهان           |     |
| IR         | 8  | روجر هنت               |     |
| CF         | 9  | إيان سانت جون          |     |
| IL         | 10 | جيف سترونج             |     |
| LW         | 11 | بيتر تومبسون           |     |
| المدرب:    |    |                        |     |
| بيل شانكلي |    |                        |     |

## ما بعد المباراة

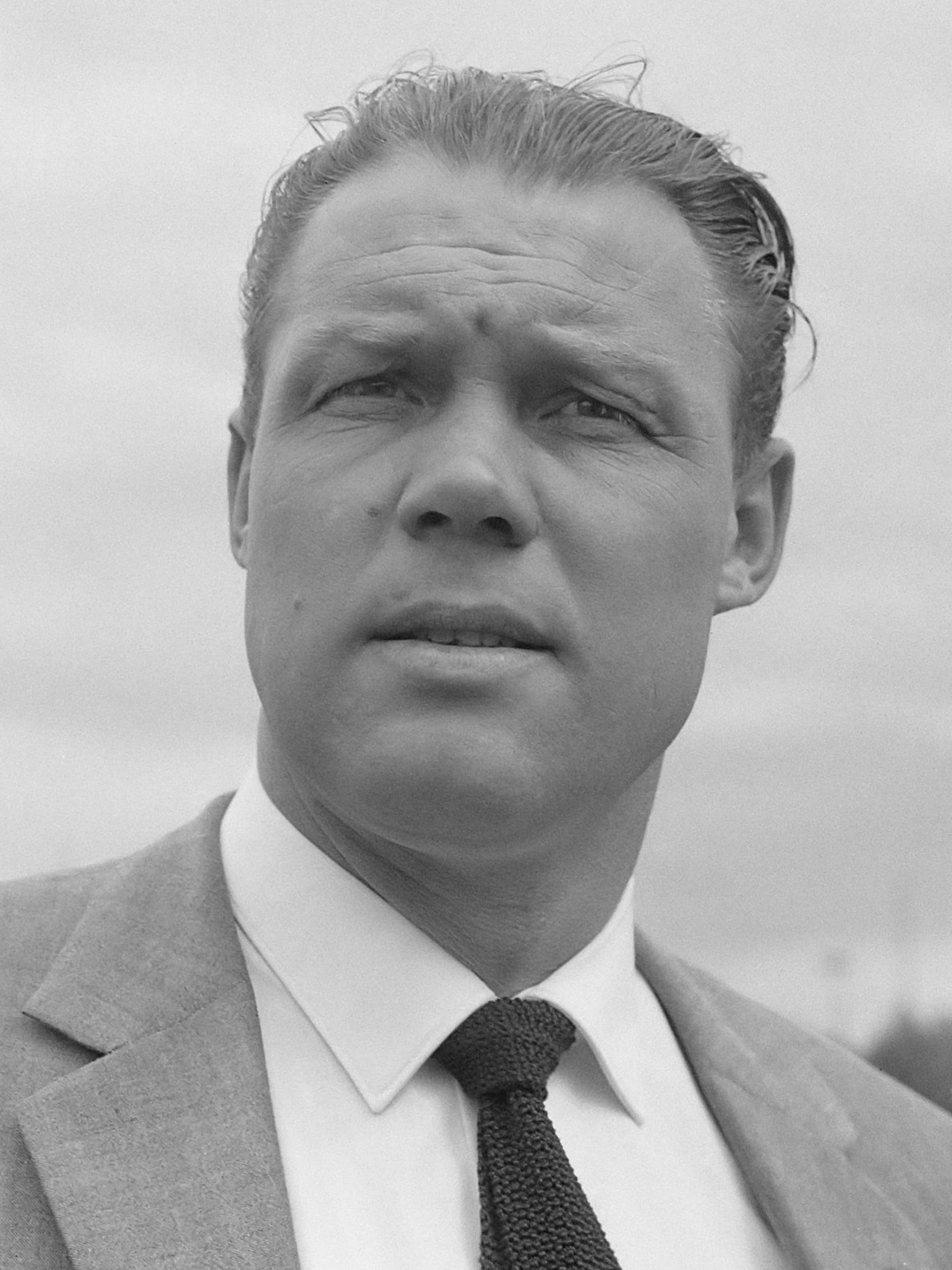
رأى رينوس ميتشيلز، مدرب أياكس، فوز أياكس كدليل على قدرته على التنافس ضد أفضل الفرق في أوروبا.

بعد مباراة الذهاب، أكد شانكلي أن ليفربول سيستمر في التقدم: «هذه المواجهة لم تنته بعد بأي حال من الأحوال. سنفوز بسهولة. سنحطمم بسبعة أهداف على الأقل. كان هذا تافهًا. لعب أياكس كرة دفاعية على أرضهم. نحن لا نلعب بشكل جيد ضد الفرق الدفاعية». صدمة النتيجة جعلت شانكلي يأخذ الأمر على محمل الجد. أقنعت الهزيمة شانكلي أن تبني أسلوب أياكس الصبور والتمرير كان مفتاح النجاح في أوروبا. الهزيمة لا تزال أكبر هزيمة تعرض لها ليفربول في المسابقة الأوروبية. كان ميتشيلز قلقًا من أن ليفربول قد يتبنى تكتيكات عدوانية في مباراة الإياب: «خوفنا من أن ليفربول قد يحاول القضاء علينا من خلال اللعب القاسي. أظهروا بعضًا من هذا اللعب القاسي في مباراة الذهاب وسوف يلعبون بشكل أقوى أمام مشجعيهم». كما اعترف بأن فريقه كان لديه بعض الحظ في مباراة الذهاب لكنه كان مصرا على أنه سيتأهل: «لا يوجد الكثير من اللاعبين الرائعين في فريق ليفربول هذا، لكنهم جميعًا مقاتلون. أوافق على أننا حظينا ببعض الحظ في أمستردام، لكننا كذلك بالتأكيد سوف نعبر».
حظي ليفربول بفرص مبكرة في مباراة الإياب حيث سدد لاعب الوسط بيتر تومبسون والمدافع جيف سترونج كرات في إطار المرمى. انتهى الشوط الأول بدون أهداف، لكن أياكس افتتح التسجيل في الدقيقة 49 عندما سجل كرويف. وأدرك هنت مهاجم ليفربول التعادل بعد ذلك بدقائق، لكن ليفربول اهتزت شباكه مرة أخرى عندما سجل كرويف الهدف الثاني. وسجل هنت في نهاية المباراة، لكنهم لم يتمكنوا من التغلب على أياكس وانتهت المباراة 2–2. وتأهل أياكس إلى الدور ربع النهائي بفوزهم بنتيجة 7–3 في مجموع المباراتين. خلال المراحل الأولى من المباراة، كان هناك ضغط على أحد طبقات المدرجات. بينما كان المشجعون يكافحون لمشاهدة المباراة بسبب الضباب المتدلي، ضغط الأشخاص الذين في الخلف للأمام للحصول على رؤية أفضل. أدى ذلك إلى جرف المشجعين في المقدمة من أقدامهم وسقوطهم على أرض الملعب. أصيب أكثر من 200 شخص، ونقل 31 إلى المستشفى.
وصرح ميشيلز أن الفوز كان دليلًا على قدرة أياكس على مواجهة فرق في أوروبا: «كانت مباراة ليفربول بالنسبة لي لحظة مهمة للقبول والاعتراف الدولي بها. وليست المباراة الأولى فقط، لأن ذلك كان من الممكن أن يكون حادثًا – مع الظروف الجوية وإلخ. لا، الأداء الذي حققناه في ليفربول في ظل الظروف السيئة – لم أشاهد مثل هذا الموقف العصيب. رسمنا تلك المباراة 2–2 ولم نواجه أي مشاكل في الواقع. بالنسبة لي، كان هذا دليلًا على أننا كنا في المستوى الدولي».
أوقعت القرعة أياكس مع دوكلا براغ من تشيكوسلوفاكيا في ربع النهائي. انتهت مباراة الذهاب 1–1 في هولندا، لكن أياكس خسر مباراة الإياب 2–1 في ملعب جوليسكا في براغ. وبالتالي، خسروا 3–2 في مجموع المباراتين. بعد المباراة، قرر ميتشيلز إعادة تشكيل فريقه. نقل المدافع أنطون برونك إلى خط الوسط وباع قائده فريتس سوتيكو [الإنجليزية]، الذي سجل هدفًا في مرماه في مباراة الإياب، لمنافسه آيندهوفن، وقام بالتعاقد مع فيليبور فاسوفيتش من بارتيزان كبديل له. التغييرات كان لها التأثير المطلوب حيث فاز أياكس بالدوري الهولندي أربع مرات بين عامي 1966 و1970. كما وصلوا إلى نهائي كأس أوروبا 1968–69، لكنهم خسروا 4–1 أمام ميلان الإيطالي. بدأ أسلوب الفريق، المعروف باسم الكرة الشاملة، يؤتي ثماره في سبعينيات القرن الماضي حيث فاز أياكس بثلاث كؤوس أوروبية متتالية من عام 1971 إلى عام 1973. تم تنفيذ الكرة الشاملة أيضًا من قبل المنتخب الهولندي، الذي وصل إلى نهائي كأس العالم عامي 1974 و1978، وخسر في كلتا المناسبتين.
لم يلتق الفريقان مرة أخرى إلا في مرحلة المجموعات في دوري أبطال أوروبا 2020–21. حيث فاز ليفربول في المباراتين 1–0.

## الحواشي
1. ↑  Schoenmakers، Jan (20 فبراير 2005). "Netherlands 1965/66". Rec. Sport. Soccer. Statistics. Foundation. مؤرشف من الأصل في 2015-12-27. اطلع عليه بتاريخ 2015-07-11.
2. ↑  Jackson، Stuart. "Season 1965–66". Rec. Sport. Soccer. Statistics. Foundation. مؤرشف من الأصل في 2015-11-19. اطلع عليه بتاريخ 2015-07-11.
3. ↑  Zea، Antonio؛ Haisma، Marcel (9 يناير 2008). "Champions' Cup 1966–67". Rec. Sport. Soccer. Statistics. Foundation. مؤرشف من الأصل في 2021-01-02. اطلع عليه بتاريخ 2015-07-11.
4. ↑  Herbert، Ian (11 مارس 2008). "Did Italian job rob Shankly? Night of dark deeds at San Siro". The Independent. مؤرشف من الأصل في 2020-11-12. اطلع عليه بتاريخ 2015-07-29.
5. ↑  "1965/66: Stan the man for Dortmund". Union of European Football Associations (UEFA). 1 يونيو 1966. مؤرشف من الأصل في 2014-05-10. اطلع عليه بتاريخ 2015-07-29.
6. ↑  Mitten 2010، صفحة 176.
7. 1 2  Wilson، Jonathan (22 مايو 2013). "The Great European Cup teams: Ajax 1971–73". The Guardian. مؤرشف من الأصل في 2021-01-17. اطلع عليه بتاريخ 2015-08-26.
8. 1 2  MacGuigan، Shaughan (26 ديسمبر 2011). "Shankly, De Mistwedstrijd and The Birth of Totaalvoetbal". In Bed With Maradona. مؤرشف من الأصل في 2020-11-12. اطلع عليه بتاريخ 2015-08-01.
9. 1 2 3 4 5 6  Platt، Mark (27 يوليو 2001). "Liverpool v Ajax 1966 revisited". Liverpool F.C. مؤرشف من الأصل في 2015-06-10. اطلع عليه بتاريخ 2015-08-26.
10. 1 2 3 4 5  Yates، Horace (7 ديسمبر 1966). "The Humiliation of Liverpool". Liverpool Echo.
11. 1 2 3  Wood، Colin (7 ديسمبر 1966). "Liverpool crash to Ajax". Daily Mail.
12. ↑  "The Fog Game". LFC History. مؤرشف من الأصل في 2017-02-28. اطلع عليه بتاريخ 2015-08-26.
13. ↑  Winner 2000، صفحة 22.
14. 1 2  Wilson 2008، صفحة 224.
15. ↑  Hale & Ponting 1992، صفحة 48.
16. ↑  "Liverpool". Union of European Football Associations (UEFA). مؤرشف من الأصل في 2020-06-09. اطلع عليه بتاريخ 2012-02-12.
17. ↑  "Liverpool 'lost' in European fog agony". Liverpool Echo. 7 ديسمبر 1977.
18. ↑  Hale & Ponting 1992، صفحة 53.
19. ↑  Corless، Frank (15 ديسمبر 1966). "Panic on the Kop – 200 fans are injured". Daily Mirror.
20. ↑  Winner 2000، صفحة 23.
21. ↑  Wilson 2008، صفحة 225.
22. ↑  "Ajax 0–1 Liverpool". BBC Sport. 21 أكتوبر 2020. مؤرشف من الأصل في 2020-11-01. اطلع عليه بتاريخ 2020-10-22.
23. ↑  "Liverpool 1–0 Ajax: Jones fires Reds into Champions League last 16". This Is Anfield. 1 ديسمبر 2020. مؤرشف من الأصل في 2021-01-25.

## وصلات خارجية
- De Mistwedstrijd على Andere Tijden (باللغة الهولندية)
- مباراة كأس أوروبا 07-12-1966 اياكس – ليفربول 5–1 على Voetbalstat.nl (باللغة الهولندية)